# Antoni Llorens i Solé
Antoni Llorens i Solé (Solsona, El Solsonès, 13 de setembre de 1904 - 3 d'agost de 1988), prevere, teòleg, historiador, arxiver i músic català, va ser director del Museu Diocesà de Solsona i arxiver diocesà de Solsona, entre d'altres.

## Biografia
Va néixer a Solsona el 13 de setembre de 1904 fill d'una família menestral. A l'edat de 10 anys va ingressar al Seminari Diocesà de Solsona on des de ben jove es va convertir en deixeble de l'historiador i arqueòleg Joan Serra i Vilaró a qui va ajudar en la seva recerca arqueològica a les excavacions d'Enseresa d'Olius, Castellvell i Sorba i en la creació del Museu Diocesà de Solsona.
Gràcies a una beca del bisbat de Solsona va estudiar a la Pontifícia Universitat Gregoriana de Roma on es va doctorar en Filosofia i Teologia. Va ser ordenat prevere a la capital italiana el 19 de març de 1927. Durant aquella etapa va ser guardonat amb el premi Cardenal Merry del Val i durant la seva estada va perfeccionar els seus coneixements musicals i va ser organista del Col·legi Espanyol de Roma.
Al tornar a Solsona va fer oposicions per obtenir la plaça del benefici eclesiàstic d'organista a la capella de la Mare de Déu del Claustre on va ser director de l'Escolania del Claustre entre 1927 i 1942. També va ser director de l'Orfeó Nova Solsona l'any 1931. Marcat per la empenta cristiana i regionalista dels bisbes Torras i Bages i Vidal i Barraquer va impulsar la introducció del moviment de la Federació de Joves Cristians a Solsona i el 1931 va fundar la revista infantil El Nap Buf.
Durant la Guerra Civil espanyola es va haver d'amagar a la casa pairal de la seva família, però quan va ser descobert l'any 1938 va ser empresonat al vaixell-presó Uruguay. Va plasmar les peripècies i vicissituds viscudes en el període de la guerra en un llibre de memòries anomenat Calixtus i que es guarda a la casa pairal de Llorens.
L'any 1939, va ser nomenat director del Museu Diocesà de Solsona, responsabilitat que va exercir fins al 1977. Acabada la guerra es va encarregar de recuperar els fons del museu evacuats a Ginebra (Suïssa) pel Govern de la República, així com les pintures murals de Pedret, Casserres i Cardona que durant la guerra havien estat portades a Barcelona. Durant la seva direcció continuà les tasques arqueològiques iniciades per Serra i Vilaró: va descobrir el poblat ibèric del Molí d'Espígol a Tornabous, les troballes del qual han convertit el patrimoni arqueològic del Museu de Solsona en un dels més importants de Catalunya. Va ser l'autor del primer catàleg del Museu (1965) elaborat a partir de les fitxes de Serra i Vilaró i on apareixen informacions relatives a l'adquisició de peces o a la controvèrsia amb el bisbat de Vic que tenia al Museu Episcopal moltes peces procedents de la diòcesi solsonina i la temptativa perquè alguns d'aquests objectes retornessin a Solsona.
També a partir de 1939 va exercir la docència com a professor del Seminari Diocesà de Solsona on s'ocupà de la Secretaria d'Estudis i més endavant, el 1946, ocupà la càtedra de Teologia. Entre 1947 i 1957, durant l'episcopat de Vicent Enrique i Tarancón, va dirigir la Hoja Parroquial.
El 1951 va ser nomenat canonge de la Catedral de Solsona i arxiver del bisbat de Solsona. Va posar ordre a l'arxiu diocesà amb la classificació adequada dels documents, es va encarregar de salvar el fons del Jutjat de Primera Instància de Solsona i va dinamitzar l'arxiu com a lloc d'investigació. De la seva tasca com a historiador destaca per identificar l'origen solsoní del conegut pintor barroc Francesc Ribalta, motiu pel qual va esdevenir acadèmic corresponent de la Reial Acadèmia de la Història. A més, al llarg de la seva vida va publicar diferents treballs historiogràfics de caràcter local entre els quals destaquen La Mare de Déu del Claustre, imatge, santuari i devoció (1966), Solsona en les guerres del segle XIX a Catalunya (1981) o Solsona i el Solsonès en la història de Catalunya (1987).
La devoció a la Mare de Déu del Claustre va ser constant al llarg de la seva vida: va promoure les festes de la recuperació de la imatge amb motiu del seu retorn a Solsona passada la Guerra Civil i va ser un dels impulsors de la seva Coronació el 1956. Va ser membre de la Vintiquatrena i administrador de la Confraria del Claustre.
Com a músic, a més d'intèrpret i director, va desenvolupar la seva faceta com a compositor. Va musicar el melodrama El pou d'aigües vives o El misteri del Claustre amb lletra de Marià Ruiz.
Els últims anys de la seva vida van estar marcats pel procés judicial que va condemnar per furt a dos germans antiquaris que van establir amb ell una relació d'amistat mentre era el director del Museu Diocesà de Solsona i amb qui van arribar a un acord per comprar prop d'una desena d'obres d'art del fons del museu a canvi de mig milió de pessetes.
Va morir a la seva ciutat natal el 3 d'agost de 1988.

## Publicacions
- El pintor Ribalta, hijo de Solsona (1951).[4]
- La Mare de Déu del Claustre de Solsona. Imatge, devoció, santuari (1966).[5]
- Solsona en les guerres del s. XIX a Catalunya (1981).[6]
- Solsona i el Solsonès en la Història de Catalunya. 2 volums (1987).[7][8]